# Robert Finster
Robert Finster (Bruck an der Mur, 10 de março de 1984) é um ator austríaco. Ele é mais conhecido por seu papel como Sigmund Freud na série de TV Freud (2020).

## Biografia
Robert Finster cresceu em Graz. Ainda criança, aprendeu violino e canto no coral, mais tarde foi membro de um grupo chamado Andritzer Treffpünkte e trabalhou de forma independente na indústria de telecomunicações. Em 2007, estudou atuação no Seminário Max Reinhardt em Viena, onde concluiu em 2011.
No Festival de Reichenau em 2011 ele foi visto em Fräulein Else e em 2012 em Impaciência do Coração de Stefan Zweig. No Teatro Estadual de Vorarlberg ele atuou em Tartufo, Os Irmãos Encantados, Mãe Coragem e os Seus Filhos, Ronja, filha de ladrão de 2011, entre outras peças.
Em 2014, ele interpretou o papel de Pietschi Mordelt no filme My Brother's Keeper e, em 2016, interpretou Karl Hoeller em Stefan Zweig - Adeus, Europa. Em 2017, ele esteve no telefilme da ORF Dennstein & Schwarz – Sterben macht Erben, e na série de televisão Walking on Sunshine.
Em 2020, Finster interpretou o papel de Sigmund Freud na série Freud, a primeira colaboração entre Netflix e ORF.

## Filmografia
- 2011: Wie man leben soll
- 2012: Vier Frauen und ein Todesfall
- 2013: CopStories
- 2014: Hüter meines Bruders
- 2014: Boͤsterreich
- 2016: Die Hochzeit
- 2016: Kästner und der kleine Dienstag
- 2016: Vor der Morgenröte
- 2017: Krieg
- 2018: Dennstein & Schwarz – Sterben macht Erben
- 2018: SOKO Donau
- 2019: Walking on Sunshine
- 2019: Kaviar
- 2019: SOKO Kitzbühel
- 2020: Freud